# Nivard de Claravall
Nivard de Claravall   (Couvent et Basilique Saint-Bernard, mil·lenni II - Abadia de Claravall, segle XII (>agost 1153 (Gregorià))), fou un monjo cistercenc, germà petit de Bernat de Claravall. És venerat com a beat per l'Església catòlica.

## Biografia
Nivard era el més jove dels cinc germans de Bernat de Claravall. Quan en 1112 els altres decidiren d'entrar junts al monestir de Cîteaux, ell encara era un nen de deu anys. Volgué marxar amb ells, però era massa petit. Quan cresqué, entrà com a novici a Cîteaux, cap al 1115 i s'aplegà amb els seus germans a Claravall.
Nivard va participar en la fundació d'un nombre sorprenent de monestirs. El 1132 Bernhard va enviar el seu germà petit a Vauxcelles prop de Cambrai, on Nivard va servir a la fundació com a mestre de novicis; aquest monestir esdevingué un dels cistercencs més importants del nord de França. El 1135 Bernhard li va confiar una responsabilitat encara més gran, és a dir, la (re)fundació de Buzay prop de Nantes. Nivard hi va ser anterior, però la fundació va fracassar per dificultats materials. Va tornar a Clairvaux però va participar de nou en la fundació de Val-Richer. Després d'això es diu que fins i tot va anar a Espanya per treballar a l'Abadia de San Pedro de Espina.

## Veneració
No es troba un culte a Nivard a les fonts cistercenques. Els Annales Cistercienses no li atribueixen el títol de beat al segle xvii. La veneració començà més tard amb un ofici propi i ritu doble, per associació amb el culte a Sant Bernat.
Segons la narració de la Vita prima de Sant Bernat, probablement apòcrifa, quan els germans marxaven, el gran, Guiu, li digué al petit Nivard, mentre jugava: "Eh, germà, a tu sol et correspondran totes les nostres possessions a la terra", però el nen els digué: "Per a vosaltres el cel i per a mi la terra? No és aquesta una divisió equitativa". I volgué seguir-los.